# Алгабас (Аксуатский район)
Алгабас (каз. Алғабас) — село в Аксуатском районе Абайской области Казахстана. Входит в состав Киндиктинского сельского округа. Код КАТО — 635849200.

## Население
В 1999 году население села составляло 183 человека (96 мужчин и 87 женщин). По данным переписи 2009 года, в селе проживали 124 человека (78 мужчин и 46 женщин).